# Паломино
Паломино (на испански: Palomino) е бял винен сорт грозде с произход от района на Андалусия, Испания. Разпространен е и в Южна Африка, Франция, Аржентина, Австралия, САЩ, (Калифорния), Нова Зеландия, Русия и Кипър. В световен мащаб насажденията са около 60000 хектара, като половината от тях са в Испания.
Познат е и с наименованията: Каталон зимний, Лакет, Листан тардиф, Листан де дринадо и др.
Късно зреещ сорт. Лозите се отличават със силен растеж. Неустойчив на ниски температури, средно устойчив на гъбични заболявания.
Гроздът е голям, коничен, крилат, средно плътен. Зърната са средни, закръглени, леко сплеснати, зелено-жълти, с розов оттенък при пълно узряване. Кожицата е дебела, покрита с лек восъчен налеп. Консистенцията е месеста.
В Испания от Паломино правят световноизвестните вина „Херес“, със светъл жълто-зелен цвят и богат аромат. В купажа на вината тип Херес, освен Паломино се използват и сортовете Педро Хименес (Pedro Ximenez) и Москател (Moscatel).